# Robbins (Caroline du Nord)
Robbins est une ville américaine située dans le comté de Moore en Caroline du Nord. En 2010, sa population était de 1 097 habitants.

## Démographie
| 1940 | 1950  | 1960  | 1970  | 1980  | 1990 |
| ---- | ----- | ----- | ----- | ----- | ---- |
| 972  | 1 158 | 1 294 | 1 059 | 1 256 | 970  |

| 2000  | 2010  | - | - | - | - |
| ----- | ----- | - | - | - | - |
| 1 195 | 1 097 | - | - | - | - |

## Traduction
- (en) Cet article est partiellement ou en totalité issu de l’article de Wikipédia en anglais intitulé « Robbins, North Carolina » (voir la liste des auteurs).